# Gopakumar-Vafa-Dualität
Gopakumar-Vafa-Dualität ist eine Dualität in der Stringtheorie, also eine Korrespondenz zweier verschiedener Theorien, in diesem Fall zwischen Chern-Simons-Theorie und Gromov-Witten-Theorie. Letztere ist bekannt als die mathematische Entsprechung der Stringtheorie und zählt pseudoholomorphe Kurven auf einer symplektischen Mannigfaltigkeit, ähnlich wie Gopakumar-Vafa-Invarianten und Pandharipande-Thomas-Invarianten. Gopakumar-Vafa-Dualität ist benannt nach Rajesh Gopakumar und Cumrun Vafa, welche diese im Jahr 1998 erstmals beschrieben haben.

## Formulierung
Gopakumar-Vafa-Dualität beschreibt eine Korrespondenz zwischen Chern-Simons-Theorie auf dem Kotangentialbündel {\displaystyle T^{*}S^{3}} über der dreidimensionalen Sphäre {\displaystyle S^{3}} und Gromov-Witten-Theorie auf der Whitney-Summe {\displaystyle {\mathcal {O}}(-2)={\mathcal {O}}(-1)\oplus {\mathcal {O}}(-1)} des tautologischen Vektorbündels über der zweidimensionalen Sphäre {\displaystyle S^{2}\cong \mathbb {C} P^{1}}. Es gibt eine kanonsiche Inklusion {\displaystyle S^{3}\hookrightarrow \mathbb {R} ^{4}} und dadurch eine induzierte Inklusion {\displaystyle T^{*}S^{3}\hookrightarrow T^{*}\mathbb {R} ^{4}\cong \mathbb {R} ^{4}\times \mathbb {R} ^{4}\cong \mathbb {C} ^{4}\cong \operatorname {Mat} _{2}(\mathbb {C} )}. Durch einen geeigneten Endomorphismus {\displaystyle \mathbb {C} ^{4}\rightarrow \mathbb {C} ^{4}} dazwischen reduziert sich dieser zu einem Diffeomorphismus {\displaystyle T^{*}S^{3}\rightarrow \operatorname {SL} _{2}(\mathbb {C} )} in die spezielle lineare Gruppe und durch Komposition mit dem Nullschnitt {\displaystyle 0\colon S^{3}\rightarrow T^{*}S^{3}} weiter zu einem Diffeomorphismus {\displaystyle S^{3}\rightarrow \operatorname {SU} (2)} in die spezielle unitäre Gruppe. Zudem gilt:
{\displaystyle {\mathcal {O}}(-1)=\left\{([z_{1}:z_{2}],(w_{1},w_{2}))\in \mathbb {C} P^{1}\times \mathbb {C} ^{2}|\det {\begin{pmatrix}w_{1}&w_{2}\\z_{1}&z_{2}\end{pmatrix}}=0\right\},}
wobei die {\displaystyle -1} für die erste Chern-Klasse des komplexen Linienbündels steht. Durch Verringerung bis zur komplett verschwindenden Determinante kann {\displaystyle T^{*}S^{3}\cong \operatorname {SL} _{2}(\mathbb {C} )} bis auf eine Konifaltigkeit reduziert werden, welche sich als Auflösung von {\displaystyle {\mathcal {O}}(-2)={\mathcal {O}}(-1)\oplus {\mathcal {O}}(-1)} ergibt. Aus der Perspektive der Chirurgietheorie entspricht das der Chirurgie {\displaystyle S^{3}\times \mathbb {R} ^{3}\rightsquigarrow S^{2}\times \mathbb {R} ^{4}}.
Eine offensichtliche Verallgemeinerung der Sphäre {\displaystyle S^{3}} ist eine zusätzliche Wirkung der zyklischen Gruppe {\displaystyle \mathbb {Z} _{p}} auf ihr, was auf Linsenräume {\displaystyle L(p,q)} führt. Gopakumar-Vafa-Dualität kann jedoch nur auf den Linsenraum {\displaystyle L(p,1)} übertragen werden.